# Compensatiedag
Een compensatiedag is een verlofdag die genomen kan worden als compensatie van gepresteerde overuren, of als vervangende verlofdag als een wettelijke feestdag op een zondag valt.